# Ceraeochrysa cincta
Ceraeochrysa cincta is een insect uit de familie van de gaasvliegen (Chrysopidae), die tot de orde netvleugeligen (Neuroptera) behoort. 
Ceraeochrysa cincta is voor het eerst wetenschappelijk beschreven door Schneider in 1851.